# Rubén Sobrino
Rubén Sobrino Pozuelo (Daimiel, 1 de junho de 1992) é um futebolista profissional espanhol que atua como atacante.

## Carreira
Rubén Sobrino começou a carreira no Real Madrid.

## Títulos
Valencia
- Copa do Rei: 2018–19